# Dos más dos
Dos más dos (bra: 2 Mais 2) é um filme argentino de 2012, do gênero comédia, dirigido por Diego Kaplan e estrelado por Julieta Díaz, Carla Peterson e Juan Minujín. Foi filmado em março de 2012 e lançado em 16 de agosto de 2012.
Foi a maior bilheteria de filme argentino em 2012.

## Elenco
- Adrián Suar ... Diego
- Julieta Díaz ... Emilia
- Juan Minujín ... Richard
- Carla Peterson ... Betina
- Alfredo Casero ... Pablo